# Equipe Renault Eco2
Equipe Renault Eco2 was een Nederlandse marathonschaatsploeg. Het herenteam stond onder leiding van Jillert Anema. Vanaf 2007 is het team de kweekschool voor het BAM-team van Anema, beide ploegen maakten deel uit van Stichting Groen/Oranje.

## Het team
De volgende heren maakten deel uit van dit team:
- Kai Bloetjes
- Robert Bovenhuis
- Rob Busser
- Rob Hadders
- Rick Smit